# Aptijt
Aptijt is een Surinaamse muziekgroep sinds 1 juli 1995. De groep maakt muziek in de stijlen kaseko en kaskawi die zij combineren met de Caribische stijl zouk.
De frontzangers zijn  Michael Deira en Steven Redout. Zij leerden elkaar kennen bij de kawinaband Sukru Sani. In 1996 verscheen het eerste album. Ze hadden hits in Suriname met onder meer Ayo Ayo, Boeke en Hobbelen. Daarnaast traden ze op in Europa, zoals tijdens het Zomercarnaval in Rotterdam en de Antilliaanse Feesten in Antwerpen, en tijdens speciale tournees.
In Nederland maakte de producer FS Green in 2012 een remix van Boeke met Keizer, Sjaak en RQS die als soundtrack werd gebruikt voor de film Alleen maar nette mensen. In 2013 werd een compilatie van hun muziek opnieuw uitgebracht in de Sranan Gowtu-reeks van Top Notch, die ook de manager van de band in Europa werd. Tijdens het twintigjarige jubileum in 2015 werd een documentaire van hun opgenomen. De groep wordt ook wel A lostoe foe a natie (troetelkind van de natie) genoemd.